# Nintendo
A Nintendo Co., Ltd. (任天堂株式会社, Nintendō Kabushiki Gaisha) é uma desenvolvedora e publicadora japonesa de jogos eletrônicos e consoles sediada em Quioto, no Japão. Foi fundada em setembro de 1889 pelo artesão e empresário Fusajiro Yamauchi, e originalmente era uma fabricante de cartas de baralho tradicionais japonesas. A Nintendo continuou nesse ramo por mais de meio século, no caminho passando por períodos de sucesso e dificuldade, começando a se aventurar em novos negócios a partir da década de 1960. A empresa finalmente entrou no mercado de jogos eletrônicos em 1977 com o lançamento do console Color TV-Game. Seu console seguinte foi o Nintendo Entertainment System, lançado em 1983 no Japão e dois anos depois no resto do mundo. Ele foi um enorme sucesso comercial e popularizou várias franquias da empresa, como as séries Donkey Kong, Super Mario, The Legend of Zelda e Metroid.
A Nintendo foi sucedido por outros consoles de sucesso, como Super Nintendo Entertainment System e a linha Game Boy, que reafirmaram a dominância da Nintendo no mercado de jogos. Entretanto, a ascensão do PlayStation e depois do Xbox na virada do século fez com que o Nintendo 64 e Nintendo GameCube fossem considerados fracassos comerciais. A empresa mudou sua estratégia de mercado de jogos e procurou alcançar um público não-jogador, o que levou ao desenvolvimento da linha Nintendo DS e do Nintendo Wii, que foram dois enormes sucessos que superaram os concorrentes diretos da empresa. Eles foram sucedidos pela linha Nintendo 3DS e Wii U, que não alcançaram os mesmos números de vendas e colocaram a Nintendo em um período de perdas financeiras. O fracasso do Wii U fez a companhia desenvolver rapidamente um novo console, o Nintendo Switch, que teve números recordes de vendas ao ser lançado em 2017 e ajudou a recuperar a saúde financeira da Nintendo.
A empresa também possui várias divisões, subsidiárias e afiliadas, para as quais delega a responsabilidade de desenvolver e distribuir parte de seus produtos, também sendo parceira de negócios na The Pokémon Company e HAL Laboratory. A Nintendo e suas produções já receberam diferentes prêmios da indústria de jogos eletrônicos, incluindo em categorias do Game Developers Choice Awards, British Academy Games Awards e The Game Awards. É também uma das empresas japonesas de maior riqueza e valor de mercado, além de possuir uma política de responsabilidade social considerada uma das de melhor reputação do mundo.
Em julho de 2022, a empresa anunciou no Twitter, a aquisição da Dynamo Pictures, uma produtora de animação.

## História

### Primeiras décadas

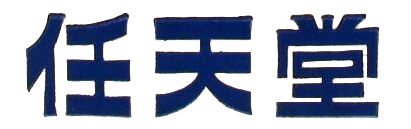
Primeiro logotipo da Nintendo, usado desde sua fundação em 1889 até 1950

A Nintendo foi fundada no dia 23 de setembro de 1889 em Quioto, Japão, pelo artesão Fusajiro Yamauchi, originalmente sob o nome de Nintendo Koppai. O termo "Koppai" está associado com "cartas", porém não é clara a etimologia do termo "Nintendo"; é geralmente considerado que é uma palavra composta cujo significado é "deixar a sorte para o céu" ou "deixar a sorte nas mãos do destino", aludindo à proibição de jogos no Japão, porém também existe a hipótese de que seus kanjis signifiquem "jogos de azar". O ramo original da empresa era a produção e comercialização de hanafudas, tradicional jogo de cartas japonês cuja principal característica é a incorporação de ilustrações em vez de números. Isto permitiu que a Nintendo entrasse no mercado, apesar de jogos de apostas terem sido proibidos no Japão em 1633. Essas cartas eram feitas com cascas de amoreiras e cuidadosamente pintadas à mão. Yamauchi começou trabalhando sozinho, porém a alta demanda fez com que contratasse assistentes para produzir em série.
A Nintendo na época também produzia e vendia outros tipos jogos de cartas, como um conjunto dedicado a poesias Hyakunin Isshu e outros no estilo ocidental, os primeiros de seu tipo produzidos no Japão. A empresa teve um início bem-sucedido, porém logo começou a passar por dificuldades financeiras, pois o processo de fabricação era lento e custoso, conduzindo a preços altos. Outros fatores de risco incluíam o mercado de nicho limitado em que a empresa estava inserida e a grande durabilidade das cartas, este último um aspecto que impactou as vendas devido à baixa taxa de reposição dos produtos. Como solução a empresa reduziu seus preços e começou a produzir cartas de menor qualidade chamadas tengu. Outra medida foi começar a oferecer seus produtos em outras cidades, como Osaka, onde grandes quantidades de dinheiro eram movimentadas em jogos de cartas e os empresários locais renovavam quase continuamente os baralhos, evitando assim suspeitas de marcação.
A própria Nintendo afirma que seu primeiro baralho ocidental foi colocado no mercado japonês em 1902, porém outros documentos afirmam que a data foi na verdade 1907, logo depois do fim da Guerra Russo-Japonesa. O contexto bélico gerou dificuldades consideráveis para as empresas japonesas, especialmente aquelas relacionadas de alguma forma com o setor de lazer, que foram sujeitas a novos impostos. A companhia mesmo assim resistiu e sobreviveu, estabelecendo em 1907 um acordo com a Nihon Senbai, depois chamada de Japan Tobacco & Salt Corporation, para comercializar suas cartas em várias lojas de cigarros por todo o Japão.
A cultura japonesa da época impunha que a Nintendo deveria continuar uma empresa familiar após a aposentadoria de Yamauchi, porém ele não tinha filhos homens e acabou adotando seu genro Sekiryo Kaneda a fim que este pudesse assumir o negócio. Como resultado, Kaneda adotou o sobrenome Yamauchi no mesmo dia de seu casamento com Tei Yamauchi, em 1907, e sucedeu seu sogro em 1929, como o segundo presidente da Nintendo, então a maior empresa de cartas do Japão.

### Diversificação

Logotipos usados de 1960 a 1965

Kaneda transformou a empresa em uma sociedade em nome coletivo em 1933, sob o nome de Yamauchi Nintendo Co., Ltd., investindo na construção de uma nova sede próxima do edifício original, não muito distante da estação de trem Toba-kaidō. Seu casamento com Tei Yamauchi também não gerou nenhum filho do sexo masculino, então Kaneda adotou Shikanojo Inaba, um artista que colaborou na produção das cartas da empresa e era casado com sua filha Kimi. Este casal já tinha tido um filho em 1927, Hiroshi Yamauchi. Inaba acabou abandonando sua família e a Nintendo, assim Hiroshi foi nomeado como o sucessor de Kaneda.
O período da Segunda Guerra Mundial foi especialmente negativo para a empresa, pois as autoridades japonesas novamente proibiram a disseminação de jogos de cartas estrangeiros, com a sociedade em geral tendo reduzido seu interesse por atividades recreativas com o objetivo de dar prioridade a outras necessidades. A Nintendo mesmo assim conseguiu se manter de pé, em parte apoiada pela grande injeção econômica resultante do casamento de Hiroshi Yamauchi com Michiko Inaba, oriunda de uma família rica. Kaneda fundou a Marufuku Co., Ltd. em 1947, a fim de produzir em massa e distribuir baralhos no estilo ocidental.
A saúde de Kaneda estava se deteriorando e assim Hiroshi Yamauchi assumiu a presidência da Nintendo em 1950. Suas primeiras ações envolveram uma série de mudanças importantes no funcionamento da empresa: ele a renomeou em 1951 para Nintendo Playing Card Co. e no mesmo ano a Marufuku assumiu o nome de Nintendo Karuta Co., Ltd., enquanto no ano seguinte toda a produção de cartas foi centralizada nas fábricas de Quioto, o que levou à expansão dos escritórios. A nova linha de cartas plásticas lançada na mesma época teve um sucesso considerável no país. Parte dos funcionários da Nintendo, acostumada com uma direção mais cautelosa e conservadora da empresa, ficou preocupada com as novas medidas de Yamauchi, e isto levou a uma tensão entre as duas partes, que culminou na convocação de uma greve. Esta medida não teve tanto impacto, pois o novo presidente demitiu vários dos trabalhadores insatisfeitos.
Em 1959, a Nintendo assinou um acordo com a Walt Disney Productions a fim de incorporar os personagens desta em cartas, um marco na indústria japonesa. A companhia também desenvolveu um sistema de distribuição que lhe permitia oferecer seus produtos em lojas de brinquedos. Ela conseguiu vender em 1961 mais de 1,5 milhões de cartas e aumentou consideravelmente sua fatia de mercado, em seguida investindo na veiculação de publicidades na televisão. A necessidade de diversificação levou a Nintendo a negociar ações nas bolsas de valores de Quioto e Osaka a partir de 1962, transformando-se em uma empresa de capital aberto no ano seguinte, com o nome de Nintendo Co., Ltd., além de conseguir uma receita de 150 milhões de ienes em 1964. Apesar de ter alcançado um período de prosperidade, os jogos de cartas derivados dos produtos da Disney a deixaram muito dependente do mercado infantil. Esta situação se acentuou porque as vendas de hanafudas, destinadas ao público adulto, caíram muito enquanto a sociedade japonesa passava a se interessar em outras formas de entretenimento, como pachinkos, boliche e até mesmo passeios noturnos. Portanto, assim que as vendas dos baralhos da Disney começaram a cair, a Nintendo logo percebeu que não tinha alternativas para aliviar a situação. Eventos como os Jogos Olímpicos de Verão de 1964 em Tóquio e seus produtos associados não lhe permitiram recuperar as suas vendas e o preço de suas ações caiu para sessenta ienes, o mais baixo de sua história.
Entre 1963 e 1968, Yamauchi investiu em várias linhas de negócios fora do mercado tradicional da Nintendo, porém na maioria das vezes não obteve sucesso. Entre essas tentativas estavam pacotes de arroz instantâneo, filiais de hotéis do amor e um serviço de táxi chamado Daiya. Este último esforço foi o mais bem sucedido dentre todos os outros, porém Yamauchi o descartou depois de uma série de conflitos e desacordos com os vários sindicatos locais.

### Primeiros jogos

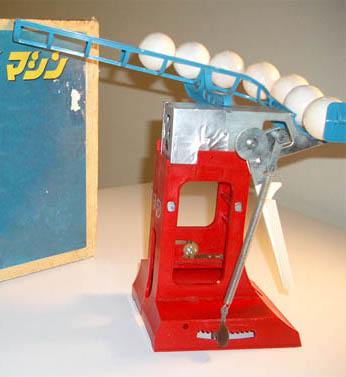
A Ultra Machine, um dos primeiros brinquedos eletrônicos lançados pela Nintendo

As experiências obtidas com as iniciativas anteriores fizeram Yamauchi aumentar o investimento da Nintendo em um departamento de pesquisa e desenvolvimento, que ele deixou aos cuidados de Hiroshi Imanishi, um funcionário que tinha vasta experiência em outras áreas de organização. Gunpei Yokoi juntou-se à equipe em 1969, como o responsável pela coordenação dos projetos em andamento. A experiência de Yokoi na fabricação de dispositivos eletrônicos fez Yamauchi deixá-lo no comando do recém criado departamento de jogos, onde suas invenções deveriam ser produzidas em série. Nesse período uma nova fábrica foi construída em Uji, nos arredores de Quioto. A empresa também começou a distribuir jogos de tabuleiro japoneses clássicos, como shogi, go e mahjong, além de alguns estrangeiros sob a marca Nippon Game. A reestruturação interna preservou algumas das áreas de fabricação de baralhos japoneses.
O final da década de 1960 e início da de 1970 representou um momento decisivo na história da Nintendo, pois foi quando a empresa colocou no mercado japonês seu primeiro brinquedo eletrônico: a arma optoeletrônica Nintendo Beam Gun, projetada por Masayuki Uemura. Mais de um milhão de unidades foram vendidas nos primeiros anos da década. A companhia nesse mesmo período começou a negociar suas ações na seção principal da bolsa de valores de Osaka e também inaugurou um novo edifício sede. Alguns outros brinquedos lançados pela empresa nessa época incluem o Ultra Hand, Ultra Machine, Ultra Scope e Love Tester, todos projetados por Yokoi.
A crescente demanda por produtos da Nintendo fez Yamauchi novamente expandir suas instalações, desta vez comprando uma área adjacente da sede e alocando a produção de cartas para o edifício original, uma linha de negócios que ele insistia em manter apesar do declínio das vendas. Enquanto isso, Yokoi, Uemura e novos funcionários como Genyo Takeda continuaram no desenvolvimento de produtos inovadores para a empresa. Dentre estes destaca-se a pistola de luz Laser Clay Shooting System, cuja popularidade chegou a ultrapassar o boliche em 1973, o principal passatempo japonês desde a década de 1960; e o Wild Gunman, um simulador de arcade de tiro ao prato integrado a um projetor de 16 mm com um sensor que detectava a luz da pistola do jogador. Ambos os produtos foram sucessos que chegaram a serem exportados para a Europa e América do Norte. Apesar desses bons resultados, os processos de produção da Nintendo ainda eram lentos quando comparados a outras empresas como a Bandai, além de seus preços serem mais elevados que seus competidores. Esses projetos foram desenvolvidos pela subsidiária Nintendo Leisure System Co. Ltd. até seu fechamento em 1973, decisão motivada pelo impacto econômico da Crise Petrolífera de 1973.
Yamauchi, motivado pelo sucesso de empresas como Atari e Magnavox com seus consoles de jogos eletrônicos, adquiriu os direitos de distribuição do Magnavox Odyssey no Japão. A Nintendo também entrou em um acordo com a Mitsubishi Electric para o desenvolvimento de produtos similares entre 1975 e 1978, com o resultado tendo sido o primeiro microprocessador para consoles. Este microprocessador foi incluído em algumas máquinas de arcade, como uma inspirada no jogo reversi e outra projetada por Takeda chamada EVR Race, e também em 1977 no Color TV-Game, uma série de consoles dedicados e os primeiros de seu tipo produzidos pela Nintendo. Na mesma época, Shigeru Miyamoto entrou na equipe de Yokoi como um artista visual. O departamento de pesquisa e desenvolvimento se dividiu em 1978 para duas divisões que foram consolidadas como a Nintendo Research & Development 1 e a Nintendo Research & Development 2, lideradas respectivamente por Yokoi e Uemura.

### Arcades e consoles

Logotipo da Nintendo de 1975 a 2006

O ano de 1979 foi outro de grande importância para a empresa: a Nintendo of America foi estabelecida em Nova Iorque nos Estados Unidos e uma nova divisão foi fundada com o objetivo de desenvolver títulos para arcades. No ano seguinte a Nintendo lançou seu primeiro console portátil, o Game & Watch. Ele foi projetado por Yokoi tendo como base a tecnologia usada em calculadoras portáteis, que na época eram produzidas em massa no Japão. O Game & Watch tornou-se um dos produtos de maior sucesso da companhia, com mais de 43 milhões de unidades sendo vendidas mundialmente desde sua estreia até sua produção ser finalmente encerrada no início da década de 1990. No total, sessenta jogos eletrônicos foram criados para o sistema.
A ascensão dos arcades se acentuou em 1981 quando a Nintendo lançou Donkey Kong. O título foi desenvolvido por Miyamoto e foi um enorme sucesso mundial, com a Nintendo vendendo mais de sessenta mil máquinas de arcade do jogo em apenas um ano. Foi também um dos primeiros jogos eletrônicos de plataforma que permitia que o personagem jogável pulasse, no caso o Jumpman; este mais tarde seria renomeado para Mario e tornaria-se o mascote oficial da empresa. Por este sucesso, a Nintendo abriu uma nova fábrica em Uji e foi listada em 1983 pela primeira vez entre as grandes na Bolsa de Valores de Tóquio. Na mesma época Uemura assumiu o desenvolvimento de um novo console baseado em cartuchos que incorporavam tanto uma unidade central de processamento quanto uma unidade de processamento de física. Este sistema estrou no mercado japonês em julho de 1983 com o nome de Family Computer, apelidado de Famicom, e inicialmente foi lançado com três jogos adaptados do arcade: Donkey Kong, Donkey Kong Jr. e Popeye. Seu sucesso foi tal que logo no ano seguinte o console ultrapassou o SG-1000 da Sega em fatia de mercado. A Nintendo também empregou uma série de diretrizes para seu produto: validação de cada jogo antes que fosse colocado no mercado, estabelecimento de acordos que impediam que os jogos do Family Computer fossem lançados em outros sistemas por pelo menos dois anos e a restrição de no máximo cinco títulos por desenvolvedor por ano.
Vários consoles tinham proliferado nos Estados Unidos no final da década de 1970 e início da de 1980, assim como títulos de baixa qualidade, o que resultou na crise dos jogos eletrônicos de 1983. A indústria entrou em recessão na América do Norte, com as receitas do mercado caindo de mais três bilhões de dólares para cem milhões entre 1983 e 1985. Isto impactou a Nintendo e sua intenção de lançar o Family Computer no ocidente, com a empresa adotando uma estratégia para diferenciar-se de seus concorrentes: a aparência externa do console foi redesenhada para que ficasse semelhante a um videocassete e ele foi renomeado para Nintendo Entertainment System. O console foi lançado nos Estados Unidos em setembro de 1985 acompanhado de títulos como Excitebike, Super Mario Bros., Metroid, The Legend of Zelda e Punch-Out!!. Super Mario Bros. e The Legend of Zelda foram desenvolvidos simultaneamente por Miyamoto e Takashi Tezuka, com músicas por Koji Kondo. O Nintendo Entertainment System foi um enorme sucesso, tendo vendido quase 62 milhões de unidades em todo o mundo. A fim de demonstrar a qualidade de seus produtos, a Nintendo criou o chamado "Selo Nintendo de Qualidade", que indicava que o jogo eletrônico, console ou periférico tinha sido avaliado e aprovado pela própria empresa para uso.
Enquanto isso, Yokoi concebeu um novo sistema portátil, o Game Boy. Ele foi desenvolvido a partir dos sistemas do Game & Watch e foi o primeiro de seu tipo a permitir cartuchos intercambiáveis. Foi lançado em abril de 1989, com suas versões norte-americanas e europeias vindo com uma cópia de Tetris após um acordo firmado com a Atari. O Game Boy também foi um enorme sucesso: o estoque inicial de trezentas mil unidades foi esgotado no Japão em apenas duas semanas, enquanto nos Estados Unidos houve quarenta mil vendas apenas no dia de estreia. A Nintendo no mesmo ano firmou um acordo com a Sony para o desenvolvimento do Super NES CD-ROM, um periférico para o Super Nintendo capaz de rodar mídias em CD-ROM. Entretanto, esta colaboração não seguiu muito adiante pois Yamauchi preferiu continuar o desenvolvimento da tecnologia com a Philips, o que resultaria na produção do CD-i. Isto motivou a Sony a desenvolver um console próprio, que alguns anos depois tornaria-se o PlayStation.
Em 1988 também ocorrera a publicação da primeira edição da revista oficial Nintendo Power, que tinha uma circulação de 1,6 milhões de cópias nos Estados Unidos. No ano seguinte a empresa realizou sua primeira exposição com o objetivo de realizar anúncios sobre seus próximos produtos, a Shoshinkai, que alguns anos depois seria renomeada para Nintendo Space World. Mais adiante, foram inauguradas as primeiras lojas World of Nintendo nos Estados Unidos a fim de vender mercadorias oficiais da empresa. Estima-se que as receitas da Nintendo em 1989 totalizaram 2,7 bilhões de dólares graças à comercialização de mais de 250 produtos. Segundo informações fornecidas pela própria companhia na época, no mesmo ano, estima-se que 25% dos lares norte-americanos possuíam um Nintendo Entertainment System.

### Final do século XX
Novos consoles de outras empresas foram lançados nos anos seguintes e projetados com uma arquitetura de 16 bits, superior a de 8 bits do Nintendo Entertainment System, como o TurboGrafx-16 da NEC Corporation e o Mega Drive da Sega. Isto permitia que eles tivessem gráficos e um sistema de áudio muito superiores em comparação ao console da Nintendo, assim a companhia encarregou Uemura de projetar um novo console, com o resultado tendo sido o Super Famicon. Ele estreou em novembro de 1990 e seu primeiro lote de trezentas mil unidades esgotou-se em uma questão de horas. No ano seguinte a Nintendo distribuiu uma versão modificada no sistema no mercado norte-americano, com o nome alterado para Super Nintendo Entertainment System, empregando uma tática similar ao que havia feito com o Nintendo Entertainment System. Alguns dos primeiros jogos disponíveis para o console incluíam Super Mario World, F-Zero, Pilotwings, SimCity e Gradius III. Foram vendidas mais de 46 milhões de unidades do Super Nintendo Entertainment System até meados de 1992, com seu ciclo de vida durante até 1999 na América do Norte e 2003 no Japão.
Enquanto isso, foi realizada em março de 1990 a primeira edição do Campeonato Mundial da Nintendo, com participantes de trinta cidades dos Estados Unidos competindo a fim de conseguir o título de "Melhor Jogador da Nintendo". Em junho foi inaugurada a Nintendo of Europe, com sua sede ficando inicialmente localizada na cidade de Großostheim na Baviera, Alemanha. Três anos depois novos escritórios começaram a ser inaugurados nos Países Baixos, França, Reino Unido, Espanha, Bélgica e um também na Austrália. A companhia começou a lançar seus produtos oficialmente no Brasil em 1993, depois de firmar uma parceria com a Gradiente e a Estrela para a criação do empreendimento conjunto Playtronic. Em 1993 foi publicado Star Fox, um marco pois foi o primeiro título com o coprocessador Super FX. No ano anterior a empresa tinha adquirido o time de beisebol norte-americano Seattle Mariners, tendo mantido sua propriedade até 2016, quando vendeu a maioria de suas ações, mas mesmo assim reteve 10% de participação.
A proliferação de jogos eletrônicos com violência gráfica, como por exemplo Mortal Kombat, causou controvérsias e resultou na criação da Entertainment Software Association e o sistema de classificação da Entertainment Software Rating Board (ESRB), que foi formada em 1994 com a participação da Nintendo e outras publicadoras. Na mesma época a empresa implementou um serviço de entretenimento em voos comerciais chamado Nintendo Gateway, que depois também foi disponibilizado em cruzeiros e hotéis, com o objetivo de tentar alcançar um público maior. Outras inovações tecnológicas vieram dos gráficos da Advanced Computer Modeling, usados pela primeira vez em Donkey Kong Country, e com o periférico Satellaview exclusivo do Japão, que permitia a transmissão digital de dados por meio de um satélite de comunicação.
A Nintendo anunciou em meados de 1993 um acordo com a Silicon Graphics para o desenvolvimento de tecnologias para seu próximo console. Este foi depois nomeado de Nintendo 64 e foi considerado um dos primeiros produtos do gênero a ser projetado com uma arquitetura 64 bits. No ano seguinte a empresa firmou um acordo com a Midway Games para a conversão dos títulos Killer Instinct e Cruis'n USA para o novo console. A Nintendo também reuniu diversos desenvolvedores externos diferentes para aquilo que chamou de "Time dos Sonhos", um grupo de estúdios de "elite" que desenvolveriam títulos para o Nintendo 64. O console originalmente tinha previsão de lançamento para 1995, porém o atraso no desenvolvimento de muitos de seus jogos forçou um adiamento para o ano seguinte. O Nintendo 64 foi finalmente lançado em junho de 1996 no Japão, em setembro na América do Norte e Brasil e em março de 1997 na Europa. Dentre seus primeiros jogos estavam Super Mario 64, Pilotwings 64, Wave Race 64 e Mario Kart 64. Sua produção continuou até ser finalmente descontinuada em 2002 depois de quase 33 milhões de unidades terem sido vendidas mundialmente.
Em 1995 foi lançado o Virtual Boy, um novo console projetado por Yokoi que usava a tecnologia de realidade virtual e gráficos estereoscópicos. Entretanto, a recepção foi muito negativa devido à baixa qualidade dos jogos disponíveis, com a Nintendo tirando o sistema de produção ainda no mesmo ano devido às baixas vendas. Yokoi pouco depois se aposentou, em parte por causa dos resultados negativos do Virtual Boy. Por outro lado, no ano seguinte ocorreu a estreia de Pokémon Red & Blue, projetado Satoshi Tajiri e desenvolvido pela Game Freak para o Game Boy, que deu origem à franquia Pokémon. O Game Boy Color foi lançado em 1998, que era uma versão modernizada do antigo Game Boy, com capacidade similar ao Nintendo Entertainment System, que permitia jogos eletrônicos em cores e também retrocompatibilidade com todos os títulos de seu predecessor. Estima-se que no total mais de 118 milhões de unidades do Game Boy original e do Game Boy Color foram vendidas mundialmente.

### Inovações portáteis

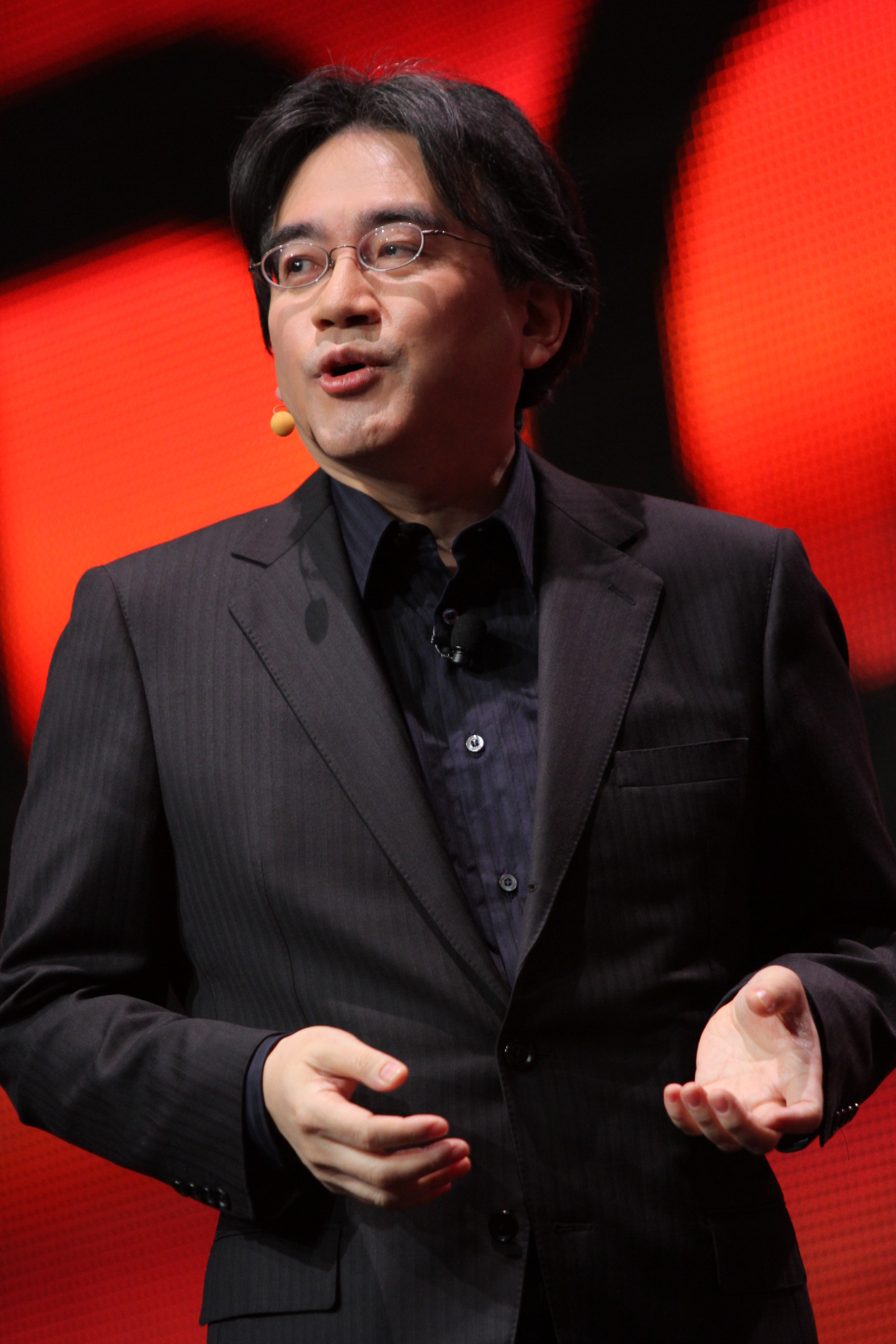
Satoru Iwata, presidente da Nintendo de 2002 a 2015 e o primeiro a não ser oriundo da família Yamauchi

Com a iminência da chegada do PlayStation 2 da Sony, a Nintendo firmou um acordo com a IBM e a Matsushita em maio de 1999 para o desenvolvimento do novo processador Gekko de 128 bits e uma nova unidade leitora de DVDs para serem utilizados no próximo console de mesa da companhia. Ao mesmo tempo uma série de mudanças administrativas ocorreu, quando a sede corporativa mudou para um edifício no bairro de Minami em Quioto e a Nintendo Benelux foi inaugurada a fim de cuidar dos negócios da empresa nos países da Benelux.
O ano de 2001 marcou o lançamento de dois consoles desenvolvidos pela Nintendo: o primeiro foi o portátil Game Boy Advance em março, cujo projeto do francês Gwénaël Nicolas afastou-se do estilo visual que caracterizou seus dois predecessores; enquanto o segundo lançamento foi o console de mesa Nintendo GameCube em setembro. O Game Boy Advance vendeu mais de quinhentas mil unidades durante sua primeira semana de lançamento nos Estados Unidos, tornando-se o sistema mais vendido no período. A produção do portátil durou até 2010 e o total mundial de vendas foi mais de 81,5 milhões de unidades. Já o GameCube se distinguiu de seus contemporâneos ao empregar um formato de mídia MiniDVD e também ao possuir um sistema de conexão com internet nativa para um número limitado de títulos. O sistema teve jogos notáveis como The Legend of Zelda: The Wind Waker, Super Mario Sunshine, Metroid Prime e Super Smash Bros. Melee, porém suas vendas foram inferiores à de seus antecessores e ficaram em apenas 21,7 milhões de unidades até sua produção ser encerrada em 2007. Por comparação, seu principal concorrente o PlayStation 2 vendeu mais de cem milhões de unidades até 2005.
Ainda no final de 2001 ocorreu o lançamento do portátil Pokémon Mini, um console temático da franquia Pokémon que pesava apenas setenta gramas, fazendo dele o menor sistema portátil produzido pela Nintendo. No ano seguinte a empresa firmou uma parceria com a Sega e a Namco para o desenvolvimento da Triforce, uma placa de arcade que tinha o objetivo de facilitar a conversão de jogos eletrônicos de arcade para o GameCube. Em maio ocorreu a estreia do GameCube no continente europeu. Yamauchi no mesmo mês anunciou sua renúncia da presidência da Nintendo, com seu sucessor sendo Satoru Iwata. Yamauchi permaneceu no conselho diretivo até 2005 e morreu em 2013 na posição de segundo maior acionista de sua companhia. A nomeação de Iwata para a presidência encerrou a sucessão da família Yamauchi no comando da Nitendo que vinha desde sua fundação um século antes.
De 2003 a 2005 a Nintendo apresentou uma série de lançamentos focados no setor portátil. O primeiro deles foi o Game Boy Advance SP em fevereiro de 2003, sendo uma versão aprimorada do Game Boy Advance original que incorporava um projeto flip-up, um monitor com iluminação frontal e uma bateria recarregável. Estima-se que mais de 43,5 milhões de unidades do Advance SP foram vendidas até 2010. Ainda em 2003 foi lançado o Game Boy Player, um periférico do GameCube que permitia que jogos eletrônicos de todas as versões do Game Boy fossem jogados em uma televisão. Em 2004 ocorreu a estreia do Nintendo DS, um sistema portátil completamente novo que trazia diversas inovações, com a de maior destaque sendo a incorporação de dois monitores, além de uma conexão online sem fio para títulos multijogador. Seu ciclo de vida durou até 2011 e estima-se que ele vendeu mais de 154 milhões de unidades em todo o mundo, fazendo do DS o sistema portátil mais bem vendido de todos os tempos e o segundo console mais vendido da história, ligeiramente atrás apenas do PlayStation 2. Por fim, a companhia lançou em 2005 o Game Boy Micro, a segunda e última variação do Game Boy Advance, porém seu desempenho comercial ficou muito abaixo das expectativas e apenas 2,5 milhões de unidades foram vendidas até 2007.

### Sucessos e fracassos

Logotipo da Nintendo de 2006 a 2016

As primeiras ideias para o console de mesa seguinte da Nintendo começaram a ser discutidas ainda em 2001, porém o trabalho de projeto só realmente começou em 2003, usando o DS como inspiração inicial. A ideia principal por trás do console era conseguir alcançar um público mais amplo do que seus concorrentes da sétima geração, com a intenção sendo também abranger um público "não-consumidor" por meio de acessibilidade e simplicidade em vez de gráficos de ponta e alta tecnologia. Uma das principais inovações era Wii Remote, um controle que usava um sistema de acelerômetros e sensores infravermelhos que permitiam o rastreamento de seu movimento dentro de um ambiente tridimensional. O console, chamado de Wii, foi lançado em novembro de 2006 com jogos como Wii Sports e The Legend of Zelda: Twilight Princess. O sistema foi um enorme sucesso e vendeu mais de 101 milhões de unidades até 2016, superando seus concorrentes PlayStation 3 e Xbox 360, um feito que a Nintendo não conseguia desde a época do Super Nintendo Entertainment System na década de 1990.
Pelos anos seguinte a Nintendo desenvolveu uma série de jogos muito bem recebidos para o Wii, como Big Brain Academy: Wii Degree, Super Mario Galaxy, Metroid Prime 3: Corruption, Wii Fit, Mario Kart Wii e New Super Mario Bros. Wii. Além disso, houve vários acessórios e periféricos para o console, por exemplo o Wii MotionPlus, Wii Balance Board e Wii Wheel, e também melhorias de serviço como o WiiWare. Em 2009 a Nintendo Ibérica ampliou suas operações para Portugal por meio de um novo escritório em Lisboa. 2010 marcou o 25º aniversário da primeira aparição de Mario, com a empresa colocando a venda diversos produtos relacionados às celebrações, como Super Mario All-Stars: 25th Anniversary Edition e versões temáticas do Wii e do Nintendo DSi XL. Vale salientar que em 2009 a Nintendo detinha uma fatia de 68,3% no mercado portátil.
O sucessor do DS foi o Nintendo 3DS, lançado em fevereiro de 2011 e que permitia a exibição de gráficos estereoscópicos sem a necessidade do uso de óculos 3D. Esperava-se que o novo console revigorasse as vendas da empresa depois dos lucros terem começado a diminuir em 2010, porém suas vendas iniciais foram fracas e as ações da Nintendo caíram. Em resposta, a companhia diminuiu o preço do 3DS em quase um terço e as vendas começaram a subir; o console vendeu mais de 75 milhões de unidades até 2019. No mesmo ano ocorreu o aniversário de 25 anos da série The Legend of Zelda, marcado pela estreia de The Legend of Zelda: Skyward Sword no Wii. No ano seguinte a Nintendo lançou um novo console de mesa, o Wii U. Este possuía pela primeira vez na história da empresa gráficos em alta definição e um controle no formato de tablet embutido com tecnologia de comunicação por campo de proximidade. As vendas inicialmente foram boas, porém rapidamente caíram; o Wii U vendeu mundialmente apenas 13,5 milhões de unidades até 2017, tornando-se o console de mesa menos vendido da história da Nintendo.
A Nintendo no final de 2013 adquiriu parte da Pux Corporation, uma subsidiária da Panasonic, com o objetivo de desenvolver programas de reconhecimento facial, de fala e texto para implementação em seus jogos, principalmente o 3DS. O mal desempenho do Wii U fez a receita da empresa cair trinta por cento entre abril e dezembro do mesmo ano, com Iwata em resposta realizando um corte temporário no seu salário e no de outros executivos. No ano seguinte a Nintendo decidiu encerrar suas conferências de imprensa na Electronic Entertainment Expo, substituindo-as por transmissões de vídeo pré-gravadas com anúncios de seus novos produtos, parte de uma mudança nas estratégias de publicidade. Em 2015 a companhia encerrou suas operações no mercado brasileiro devido aos elevados impostos de importação, porém firmou um acordo dois anos depois com a NC Games para a distribuição de seus títulos no Brasil. Iwata morreu em julho de 2015, sendo sucedido na presidência por Tatsumi Kimishima.

### Recuperação

Logotipo da Nintendo desde 2016

As perdas financeiras causadas pelo Wii U e a intenção da Sony de adaptar seus jogos para outras formas de entretenimento, como televisores inteligentes, fez a Nintendo repensar suas estratégias e jogos a partir de 2014. Como resultado, a empresa finalizou acordos no ano seguinte com a DeNA e a Universal Parks & Resorts a fim de expandir sua presença em dispositivos celulares e parques temáticos. Seu primeiro aplicativo móvel foi Miitomo, lançado em março de 2016 para sistemas Android e iOS. Desde então outros títulos para celulares foram lançados, como Super Mario Run, Fire Emblem Heroes e Animal Crossing: Pocket Camp. Paralelamente, a primeira área temática da Nintendo tem previsão de estreia para 2020 no Universal Studios Japan em Osaka.
As primeiras ideias para o sucessor do Wii U começaram logo depois da estreia desde. Os conceitos principais eram criar um "novo modo de jogar" e estabelecer uma ponte em meio à polarização do mercado, enxergada pela Nintendo como uma divisão entre títulos de "lazer" encontrados em celulares e jogos mais "profundos" vistos em consoles tradicionais. A companhia também procurou firmar parcerias com desenvolvedores externos e independentes com o objetivo de expandir o catálogo de jogos disponíveis para o novo sistema. O console, chamado de Nintendo Switch, tinha como principal característica o projeto híbrido, podendo funcionar como console de mesa ou portátil, além de dois controles independentes e destacáveis equipados com acelerômetros e giroscópios. O Switch foi lançado em março de 2017, com jogos como The Legend of Zelda: Breath of the Wild, Splatoon 2, Super Mario Odyssey e Xenoblade Chronicles 2 sendo lançados em seu primeiro ano. O sistema foi um enorme sucesso e vendeu mais de quinhentas mil unidades no Japão em seu primeiro mês, já tendo vendido mais de 55,7 milhões de unidades mundialmente até março de 2020.
O sucesso do Switch fez a Nintendo ter uma enorme recuperação financeira depois de vários anos seguidos de dificuldades, com o preço das suas ações chegando ao seu maior valor em sete anos em maio de 2017. Outros lançamentos de sucesso no período foram os consoles NES Classic Edition em 2016 e Super NES Classic Edition em 2017, que eram versões especiais, limitadas, miniaturizadas e dedicadas dos dois consoles clássicos, que até fevereiro de 2019 já tinham vendido seis milhões de unidades ao todo. Em 2018 foi lançado o Nintendo Labo, uma nova linha de periféricos para o Switch que consistia de acessórios de cartolina que permitiam novos tipos de interações com os controles destacáveis. No mesmo ano, Kimishima renunciou da presidência da empresa e foi substituído em junho por Shuntaro Furukawa.

## Produtos
O principal negócio da Nintendo é a pesquisa, desenvolvimento, produção e distribuição de produtos de entretenimento, principalmente jogos eletrônicos, consoles e baralhos de cartas, com seus principais mercados sendo o Japão, América do Norte e Europa, embora mais de 70% de suas vendas globais provenham destes dois últimos.

### Consoles

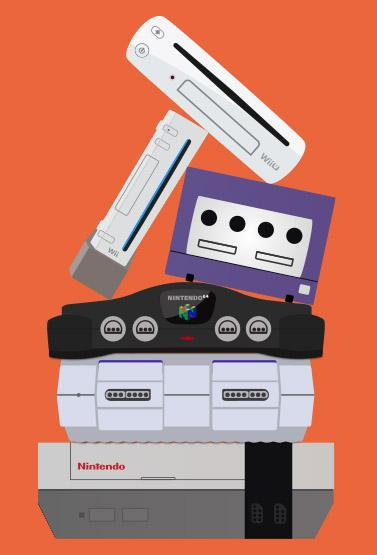
Representação artística dos consoles de mesa lançados pela Nintendo

A Nintendo já produziu e distribuiu diversos consoles de jogos eletrônicos desde seu primeiro em 1977, o Color TV-Game; esses incluem sistemas de mesa, portáteis, híbridos e dedicados. A grande maioria desses consoles era compatível com uma variedade de acessórios periféricos e controles. Por exemplo, para os consoles de mesa, existiram a NES Zapper, Super NES Mouse, Expansion Pak, cartões de memória, Wii MotionPlus, Wii U Pro Controller e o Nintendo Switch Pro Controller. Enquanto para os portáteis houve a Game Boy Camera e o Rumble Pak.
| Console   | Console                             | Estreia                 | Ciclo de vida | Variante(s) | Refs                            |
| --------- | ----------------------------------- | ----------------------- | ------------- | --- | ------------------------------- |
| Mesa      | Color TV-Game                       | 1º de junho de 1977     | 1977–1980     | Color TV-Game 6 Color TV-Game 15 Color TV-Game Racing 112 Color TV-Game Block Breaker Computer TV-Game                                               | [ 150 ]                         |
| Mesa      | Nintendo Entertainment System       | 15 de julho de 1983     | 1983–2003     | Famicom Titler Twin Famicom NES-101 Sharp Nintendo Television NES Classic Edition                                                                    | [ 43 ] [ 64 ]                   |
| Mesa      | Super Nintendo Entertainment System | 21 de novembro de 1990  | 1990–2003     | New-Style Super NES Super Famicom Naizou TV SF1 Super NES Classic Edition                                                                            | [ 64 ] [ 151 ]                  |
| Mesa      | Nintendo 64                         | 23 de junho de 1996     | 1996–2002     | iQue Player | [ 51 ]                          |
| Mesa      | Nintendo GameCube                   | 14 de setembro de 2001  | 2001–2007     | Panasonic Q | [ 84 ]                          |
| Mesa      | Wii                                 | 19 de novembro de 2006  | 2006–2013     | Wii Family Edition Wii Mini | [ 152 ] [ 153 ] [ 154 ] [ 155 ] |
| Mesa      | Wii U                               | 18 de novembro de 2012  | 2012–2017     | — | [ 156 ] [ 157 ]                 |
| Híbridos  | Nintendo Switch                     | 3 de março de 2017      | 2017–presente | Nintendo Switch Lite Nintendo Switch OLED | [ 158 ] [ 159 ] [ 160 ]         |
| Híbridos  | Nintendo Switch 2                   | 5 de junho de 2025      | 2025–presente | — | [ 161 ] [ 162 ] [ 163 ]         |
| Portáteis | Game & Watch                        | 28 de abril de 1980     | 1980–1991     | Silver series Gold series Wide screen series Multi screen series New wide screen series Tabletop series Panorama screen series Crystal screen series | [ 164 ]                         |
| Portáteis | Game Boy                            | 21 de abril de 1989     | 1989–2003     | Play It Loud! Game Boy Pocket Game Boy Light | [ 165 ]                         |
| Portáteis | Virtual Boy                         | 21 de julho de 1995     | 1995          | — | [ 77 ]                          |
| Portáteis | Game Boy Color                      | 21 de outubro de 1998   | 1998–2003     | — | [ 80 ] [ 81 ]                   |
| Portáteis | Game Boy Advance                    | 21 de março de 2001     | 2001–2010     | Game Boy Advance SP Game Boy Micro | [ 166 ] [ 167 ]                 |
| Portáteis | Pokémon Mini                        | 16 de novembro de 2001  | 2001–2002     | — | [ 89 ]                          |
| Portáteis | Nintendo DS                         | 21 de novembro de 2004  | 2004–2011     | Nintendo DS Lite Nintendo DSi Nintendo DSi XL | [ 96 ] [ 168 ]                  |
| Portáteis | Nintendo 3DS                        | 26 de fevereiro de 2011 | 2011-2020     | Nintendo 3DS XL Nintendo 2DS New Nintendo 3DS New Nintendo 3DS XL New Nintendo 2DS XL                                                                | [ 111 ] [ 169 ]                 |

### Jogos eletrônicos
Os primeiros jogos eletrônicos desenvolvidos pela Nintendo eram destinados aos arcades, porém em sua maioria eram títulos de pistola de luz que envolviam projetores e imagens pré-gravadas sendo exibidas em telas. Uma das exceções foi EVR Race de 1975, um dos primeiros jogos eletromecânicos produzidos pela empresa. Computer Othello e Block Fever estavam entre os primeiros jogos verdadeiramente interativos, tendo sido desenvolvidos e disponibilizados no catálogo do Color TV-Game. Donkey Kong de 1981 foi, por sua vez, considerado o primeiro jogo eletrônico de plataforma, além de um dos primeiros a conter uma narrativa substancial.
A Nintendo é a criadora e detentora dos direitos de muitas franquias aclamadas, com destaque para Donkey Kong, Super Mario, The Legend of Zelda, Metroid e Star Fox, que já foram incluídas em listas de melhores séries de jogos eletrônicos de todos os tempos. Essas franquias também são enormes sucessos comerciais; Donkey Kong já vendeu mundialmente mais de 49 milhões de unidades, Super Mario tem mais de 310 milhões de unidades vendidas, The Legend of Zelda possui 62 milhões de vendas e Metroid já vendeu mais 17 milhões de cópias. Além disso, a Nintendo é dona de parte dos direitos da franquia Pokémon e publicadora dos jogos eletrônicos da série, sendo também publicadora exclusiva da série Fire Emblem da Intelligent Systems e Kirby da HAL Laboratory.
A Nintendo e outras empresas associadas e subsidiárias já desenvolveram e publicaram um enorme catálogo de jogos eletrônicos para as diferentes plataformas lançadas pela empresa ao longo dos anos. Dentre aqueles exclusivos de maiores números de vendas destacam-se Super Mario Bros., Tetris, Super Mario World, Super Mario 64, Pokémon Gold e Pokémon Silver, Super Smash Bros. Melee, Pokémon Ruby e Pokémon Sapphire, New Super Mario Bros., Wii Sports, Mario Kart 7 e Mario Kart 8.
| Console   | Console   | Nintendo | Nintendo | Nintendo | Terceiros | Terceiros | Terceiros | Total geral | Total geral | Total geral |
| Console   | Console   | JPN      | AME      | EUR      | JPN       | AME       | EUR       | JPN         | AME         | EUR         |
| --------- | --------- | -------- | -------- | -------- | --------- | --------- | --------- | ----------- | ----------- | ----------- |
| Mesa      | NES       | 49       | 72       | 88       | 998       | 607       | 263       | 1 047       | 679         | 351         |
| Mesa      | Super NES | 30       | 52       | 73       | 1 368     | 667       | 471       | 1398        | 719         | 544         |
| Mesa      | N64       | 43       | 53       | 55       | 153       | 244       | 193       | 196         | 297         | 248         |
| Mesa      | GameCube  | 55       | 48       | 47       | 220       | 504       | 406       | 275         | 552         | 453         |
| Mesa      | Wii       | 76       | 55       | 64       | 387       | 1 210     | 1 213     | 463         | 1 265       | 1 277       |
| Mesa      | Wii U     | 40       | 41       | 40       | 73        | 131       | 120       | 113         | 172         | 160         |
| Híbridos  | Switch    | 40       | 49       | 50       | 518       | 649       | 660       | 558         | 698         | 710         |
| Portáteis | GB & GBC  | 63       | 106      | 135      | 1183      | 859       | 817       | 1 246       | 965         | 952         |
| Portáteis | GBA       | 107      | 71       | 75       | 679       | 950       | 846       | 786         | 1 021       | 921         |
| Portáteis | DS        | 132      | 98       | 117      | 1713      | 1 639     | 2 022     | 1 845       | 1 737       | 2 139       |
| Portáteis | 3DS       | 94       | 111      | 124      | 575       | 384       | 426       | 669         | 495         | 550         |

### Outros
"Propor ideias [...] no campo mais amplo do entretenimento é parte do que faz a Nintendo única, e acredito que gerar um novo valor é uma diretiva corporativa para a Nintendo. Surgiu a questão de saber se estamos planejando nos tornar uma espécie de organização conglomerado gigante com fins lucrativos, mas prefiro aumentar os lucros como resultado de continuamente nos desafiarmos a gerar valor do que investir em capital para expandir nossos negócios [...] Também estamos discutindo uma variedade de outros desenvolvimentos que usariam ativamente nossas propriedades intelectuais."

— Shigeru Miyamoto, 2018
A Nintendo, além de jogos eletrônicos, consoles e periféricos – que em 2008 representavam noventa por cento de todas as vendas da companhia – já desenvolveu outros tipos de produtos em seus negócios comerciais com o objetivo de fazer uso mais ativo de suas propriedades intelectuais e "expandir e construir um novo eixo de negócios", bem como "aumentar as oportunidades para os consumidores de todo mundo interagirem com nossas propriedades intelectuais".
Muitos dos títulos desenvolvidos pela Nintendo possuem trilhas sonoras originais compostas por compositores como Koji Kondo, Hirokazu Tanaka, David Wise, Kenta Nagata, Kazumi Totaka e Mahito Yokota, porém apenas algumas dessas trilhas chegaram a serem colocadas a venda no formato de álbuns comerciais; estas incluem Super Mario Galaxy, Donkey Kong Country Returns, Super Smash Bros. for Nintendo 3DS e Wii U, um álbum comemorativo por ocasião do aniversário de 25 anos da série The Legend of Zelda e The Legend of Zelda: Breath of the Wild.
A companhia continua a produzir e disponibilizar suas linhas de baralhos tradicionais japoneses, incluindo cartas hanafuda, kabufuda e Hyakunin Isshu, além de baralhos especiais temáticos de Pokémon, Mario e The Legend of Zelda. Também existe a opção do cliente personalizar suas cartas a partir de seus próprios desenhos. Outros produtos semelhantes vendidos pela empresa são jogos de tabuleiro shogi, go e mahjong, este último desde 1964 sob a marca registrada Yakoman.
Entre as publicações impressas da Nintendo estão os manuais de instrução e revistas como a Nintendo Power, Official Nintendo Magazine e Nintendo World. A companhia produziu manuais impressos sobre as mecânicas de seus títulos desde a estreia do Nintendo Entertainment System, além de outros guias como a Nintendo Buyers' Guide. A transição dessas para um formato digital ocorreu durante o ciclo de vida do Wii U. Já o conteúdo da Nintendo Power e outras revistas era de informações sobre os jogos eletrônicos da empresa, com essa tendo uma circulação nos Estados Unidos entre 1988 e 2012; o nome foi ressuscitado cinco anos depois no formato de um podcast. Já a Official Nintendo Magazine do Reino Unido começou em 2002 e encerrou suas publicações em 2014, enquanto a Nintendo World do Brasil durou de 1998 a 2017.
Além dos diversos brinquedos licenciados das propriedades intelectuais da Nintendo, a empresa também produz uma linha de pequenas estátuas chamadas de Amiibo. Estes são na verdade uma plataforma de comunicação sem fio e protocolo de armazenamento de dados no formato de personagens de seus jogos que permitem que o jogador acesse conteúdos adicionais em títulos compatíveis. Mais de dez milhões unidades de Amiibos já foram vendidos até março de 2018. A companhia também colabora com outras empresas japonesas a fim de disseminar suas tecnologias para alunos, com algumas de suas subsidiárias possuindo alianças com organizações beneficentes.

## Organização

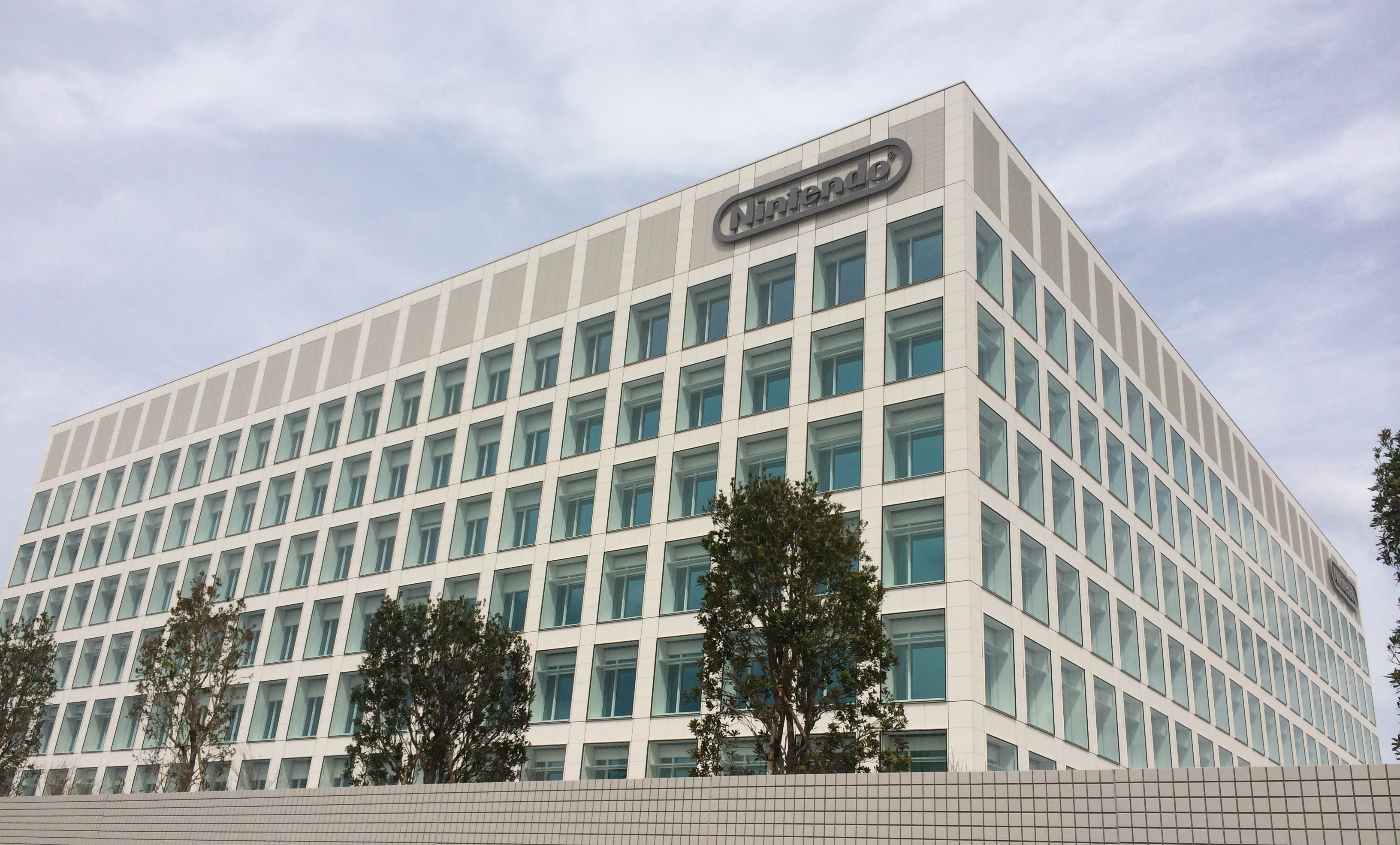
Centro de pesquisa e desenvolvimento da Nintendo em Quioto

A Nintendo possui cinco escritórios no Japão: três em Quioto e dois em Tóquio. O edifício sede original fora inaugurado em 1889 e acabou demolido em 2004, ficando no leste de Quioto às margens do rio Kamo, na rua Shomen Dori. A sede foi transferida em 1959 para o distrito de Higashiyama-ku, com a companhia inaugurando dois anos depois escritórios no distrito de Chiyoda em Tóquio. A sede da Nintendo fica desde 2000 no número 11-1 na esquina das ruas Kuzebashi e Shinmachi no distrito de Minami-Ku em Quioto. A empresa inaugurou em 2014 um novo centro de pesquisa e desenvolvimento na rua de trás do edifício sede.
O conselho administrativo da Nintendo é composto por nove diretores; quatro destes são pertencentes à comissão de auditoria e supervisão, três dois quais são de fora da companhia. Os membros do comitê de auditoria são eleitos a cada dois anos, enquanto a responsabilidade dos membros restantes são renovadas anualmente, com esta decisão ficando com os acionistas. O conselho é responsável pela eleição do presidente, bem como dos executivos encarregados das diferentes divisões, departamentos e subsidiárias correspondentes, porém estas respondem diretamente ao presidente. Há também um comitê executivo de gestão que emite recomendações para o presidente e um comitê de conformidade cuja principal função é validar as atividades dos executivos divisionais. A auditoria interna é realizada pelo departamento correspondente. O atual conselho da Nintendo é formado pelo presidente Shuntaro Furukawa, Shigeru Miyamoto, Shinya Takahashi, Ko Shiota e Satoru Shibata, com os membros do comitê de auditoria e supervisão de mandato até 2020 sendo Naoki Noguchi, Naoki Mizutani, Katsuhiro Umeyama e Masao Yamazaki.
Uma reestruturação interna ocorreu na Nintendo em 2015. Desta surgiu a divisão Nintendo Entertainment Planning & Development, que ficou responsável pelo desenvolvimento dos jogos eletrônicos da empresa; e também a divisão Nintendo Platform Technology Development, que assumiu as responsabilidades de desenvolvimentos de consoles, sistemas operacionais e outras ferramentas. A companhia também possui um total de 25 subsidiárias e filiais, cinco das quais são japonesas e o restante estrangeiras. As internacionais são em sua maior parte responsáveis pela distribuição dos produtos da matriz, como a Nintendo of America e a Nintendo Ibérica, com a exceção da iQue, Nintendo Software Technology e Retro Studios, que desenvolvem jogos eletrônicos. Por outro lado, apenas uma das empresas japonesas é responsável pelo gerenciamento de vendas, com as outras sendo desenvolvedoras exclusivas: 1-UP Studio, Monolith Soft e NDcube. Além disso, a Nintendo é parceira de negócios na The Pokémon Company, proprietária da marca Pokémon; na Warpstar, Inc., responsável por administrar a propriedade intelectual de Kirby; e a PUX Corporation, que desenvolve tecnologias de software.
A Nintendo não possui nenhuma fábrica própria e a fabricação em si de seus produtos é em vez disso realizada por empresas externas, como a Hosiden e a Foxconn, com a produção sendo supervisionada por representantes da Nintendo e devendo estar de acordo com suas políticas de responsabilidade social. Estas incluem métodos de produção sustentáveis com o meio ambiente e requerimentos legais e de direitos humanos, com a empresa exigindo relatórios anuais de seus parceiros de negócios e realizando inspeções in situ a fim de garantir que as exigências estão sendo cumpridas conforme acordado, empregando também desde 2013 auditorias externas.

## Filosofia
Ao contrário dos funcionários de outras empresas japonesas de jogos eletrônicos, aqueles que trabalham na Nintendo recebem uma série de benefícios adicionais além do salário, que incluem vale transporte, bonificações anuais, aumentos recorrentes de salário, planos de saúde e acesso a programas educacionais, entre outros. Uma das prioridades das áreas de recrutamento de pessoal da companhia nos últimos anos é a contratação de jovens com capacidade de concentração; segundo Shinya Takahashi, gerente-geral da Nintendo Entertainment Planning & Development, a empresa vai atrás de pessoas que "realmente compreendem o que realizaram durante seu período universitário. Se vemos um artista que estava muito focado na criação de um único projeto em grande escala, e alcançaram isto no decorrer de muitos anos, ou se vemos uma pessoa que trabalhou em um único filme do começo ao fim de seu curso, esse tipo de pessoa precisa de muita determinação e conhecimento para realizar tal coisa". De acordo com um relatório de 2018, a idade média dos funcionários da Nintendo é de 38 anos e seu tempo médio passado trabalhando na empresa é de treze anos e meio.

"As pessoas sempre nos perguntam se assumimos riscos de propósito. Porém nós realmente não tomamos riscos ao nosso ver, apenas continuamos a tentar coisas novas [...] O pensamento que nos guia é: o que podemos fazer para surpreender positivamente o jogador? Não é que estamos conscientemente tentando inovar; estamos tentando encontrar modos de fazer as pessoas felizes. O resultado é que criamos coisas que outras pessoas não fizeram."

— Shinya Takahashi, 2018
A política de responsabilidade social da Nintendo já foi descrita como um das de "melhor reputação" do mundo, com sua declaração de missão desde 2015 sendo "colocar sorrisos no rosto de todos". Seus eixos de ação estão relacionados à inovação e segurança de seus produtos, segurança e saúde ocupacionais, diversidade e desenvolvimento humano, desenvolvimento sustentável de suas operações e trabalhos de caridade. Exemplos de atendimento ao cliente incluem centros de serviço, reparação e manutenção de seus produtos e a publicação anual de relatórios de responsabilidade social, com o ciclo de Deming também fazendo parte de seus procedimentos operacionais. Essa política de responsabilidade também é aplicada para qualquer empresa que mantenha vínculos comerciais ou produtivos com a Nintendo. Apesar de seus esforços, que incluem a proibição do uso de ftalato e PVC em seus consoles, a Nintendo foi considerada em 2010 pelo Greenpeace como uma das companhias menos sustentáveis quando comparada a outras do setor eletrônico. No que diz respeito a trabalho humanitário, a empresa firmou um acordo em 1992 com a Starlight Children's Foundation para a criação de unidades do Starlight Fun Center, onde pacientes mais jovens de hospitais podiam interagir com diferentes formas de entretenimento multimídia.
Hiroshi Yamauchi, durante a época de transição da Nintendo para a indústria de jogos eletrônicos, enfatizou a importância que seus consoles fossem "fáceis de programar e capazes de fazer todo tipo de coisa que um projetista sonhar". Ele, para esse fim, implementou estratégias destinadas a vincular a imagem corporativa da empresa à inovação e qualidade de seus produtos, sem necessariamente implicar o desenvolvimento de tecnologias novas e sofisticadas. Por exemplo, ele procurou recrutar "artistas de jogos eletrônicos" que "pudessem desenvolver excelentes jogos que todos quisessem jogar" e "investir todos os recursos para a produção de um ou dois grandes jogos por ano, em vez de vários sucessos menores [consecutivos]". Considera-se que boa parte do sucesso dos primeiros consoles da Nintendo se deu pelos títulos desenvolvidos por empresas externas com as quais acordos foram firmados, incluindo Capcom, Square, Konami e Enix. Essa estratégia foi ampliada no Nintendo Switch para incluir desenvolvedores independentes. Quanto aos objetivos organizacionais, estes são "crescimento contínuo e de longo prazo, estabilidade operacional e lucratividade maximizada".
A Nintendo durante anos manteve uma rígida política de conteúdos e licenças. Por exemplo, ela chegava a permitir títulos com violência gráfica, porém proibia a inclusão de elementos de nudez e/ou sexualidade, pois pensava-se que esse tipo de material poderia afetar sua imagem corporativa. A Nintendo of America também estipulou que os jogos não deveriam ter a presença de sangue ou drogas e não transmitir mensagens racistas, sexistas, ofensivas, políticas e religiosas, exceto com símbolos obsoletos, como os da mitologia grega. No entanto, essas restrições tiveram um impacto comercial negativo; por exemplo, a versão de Mega Drive de Mortal Kombat teve números de vendas superiores à versão de Super Nintendo Entertainment System. A diferença entre as duas foi a remoção de sangue e outros elementos de violência que a desenvolvedora Acclaim Entertainment fez à pedido da Nintendo. A companhia, com o objetivo de garantir que os produtos licenciados para seus primeiros consoles cumprissem com os delineamentos, também tinha o poder de bloquear os chips de autenticação de qualquer jogo. Ela abandonou a maior parte de suas políticas de censura depois do estabelecimento da Interactive Digital Software Association e o sistema de classificação indicativa ERSB, deixando para o público escolher seu conteúdo por conta própria.
Os processos produtivos da Nintendo em geral começam com a análise e discussão de ideias por um ou mais pequenos grupos de desenvolvedores e engenheiros técnicos, cujas conclusões dão origem ao projeto geral e finalidade do jogo ou console. Por exemplo, a intenção de 1-2-Switch era "criar um jogo em grupo em que os jogadores não precisariam olhar para a tela, mas sim um para o outro". A linha Nintendo Labo por sua vez foi pensada como um produto que pudesse usar uma tecnologia mais antiga ou barata, em vez de empregar tecnologias de última geração. Outro exemplo foi o Wii, um console muito menos poderoso que seus rivais PlayStation 3 e Xbox 360, porém que mesmo assim foi um enorme sucesso. O trabalho em equipe é um aspecto de grande importância de sua filosofia; Pokémon Stadium foi o primeiro título da Nintendo em que equipes de diferentes locais colaboraram. A proteção de suas propriedades intelectuais é algo importante para a companhia, que desaconselha a emulação de seus jogos sem autorização prévia e a produção de qualquer conteúdo que faz uso de alguma variação de qualquer propriedade sua, já tendo em diversas vezes entrado com processos judiciais contra pessoas ou grupos que infligiram essas diretrizes. As subsidiárias norte-americanas e europeias da Nintendo geralmente incorporam um "selo de qualidade" junto com a declaração "Produto Oficial Licenciado pela Nintendo" a fim de reduzir pirataria e distingui-los daqueles que não são oficialmente reconhecidos pela empresa.
Os temas abordados nos títulos da Nintendo geralmente tem sua origem em várias fontes de inspiração. Por exemplo, Miyamoto, para a criação do projeto e arte de Super Mario Bros., se inspirou em folclore, literatura e obras da cultura popular como Star Trek e Alice no País das Maravilhas, além de sua própria "maneira de experimentar o mundo" e memórias. O mesmo ocorreu com Miyamoto em The Legend of Zelda, com ele tendo contado que "Quando eu era criança, durante uma excursão, encontrei um lago. Foi uma enorme surpresa para mim. Percebi como é ter uma aventura enquanto viajava pelo país sem mapa algum, tentando abrir caminho e encontrando coisas incríveis enquanto continuava [minha jornada]". Ele acredita que o público adulto gosta de títulos da série Mario porque "eles trazem de volta memórias da infância" e são "um gatilho para voltarem novamente a pensar e lembrar de forma primitiva [...] Um adulto é uma criança que tem mais ética e moral. É um todo. Quando eu era criança, o que eu criava não era um jogo. Eu estava no jogo. [Então] o jogo não é para crianças, é para mim. Para aquele adulto que ainda tem a essência de uma criança". Os consoles da empresa oferecem a possibilidade de controle parental que restringe os conteúdos dos jogos de acordo com diretrizes da ERSB e os resultados de estudos feitos com algumas prefeituras do Japão.

## Legado
"A Nintendo tem liderado em quase toda geração o ímpeto de inovação que transformou fundamentalmente o mundo dos jogos. Estas inovações nem sempre foram bem recebidas, porém as impressões digitais da Nintendo estão tão firmemente gravadas na nossa indústria que a companhia é discutivelmente sua figura mais importante."

— Ben Reeves, Game Informer em 2011
Considera-se que as decisões estratégicas de Hiroshi Yamauchi, principalmente levar a Nintendo para o mundo dos jogos eletrônicos, garantiram não apenas o sucesso de sua empresa, mas a sobrevivência da indústria como um todo, uma vez que ela "restabeleceu a confiança do público nos jogos eletrônicos após o sombrio colapso do mercado dos Estados Unidos no início dos anos 1980". A companhia já era a de maior sucesso no Japão em 1991, com seus produtos tendo "redefinido a maneira como jogamos" e seu modelo de negócios tendo priorizado estratégias de vendas de títulos em vez de consoles, ao contrário do que a maioria dos distribuidores da época faziam.
Sua política de responsabilidade social e filosofia focada em qualidade e inovação já fizeram com que a Nintendo fosse classificada como uma "fabricante centrada no consumidor", algo que lhe permitiu se diferenciar de suas competidoras diretas, Sony e Microsoft. A revista Forbes tem incluindo a Nintendo desde 2013 em sua lista das "Melhores Empregadoras do Mundo", que leva em consideração ambiente de trabalho e diversidade da equipe. A revista Time por sua vez escolheu a Nintendo em 2018 como uma das "50 Companhias Geniais" do ano, afirmando que a "ressurreição" virou um "hábito" da empresa e destacando o sucesso do Nintendo Switch em relação ao Wii U. Seu capital em 2018 ultrapassou dez bilhões de ienes e as vendas líquidas foram mais de nove bilhões de dólares, a maior parte delas no mercado norte-americano, fazendo dela uma das empresas mais ricas e valiosas do Japão.

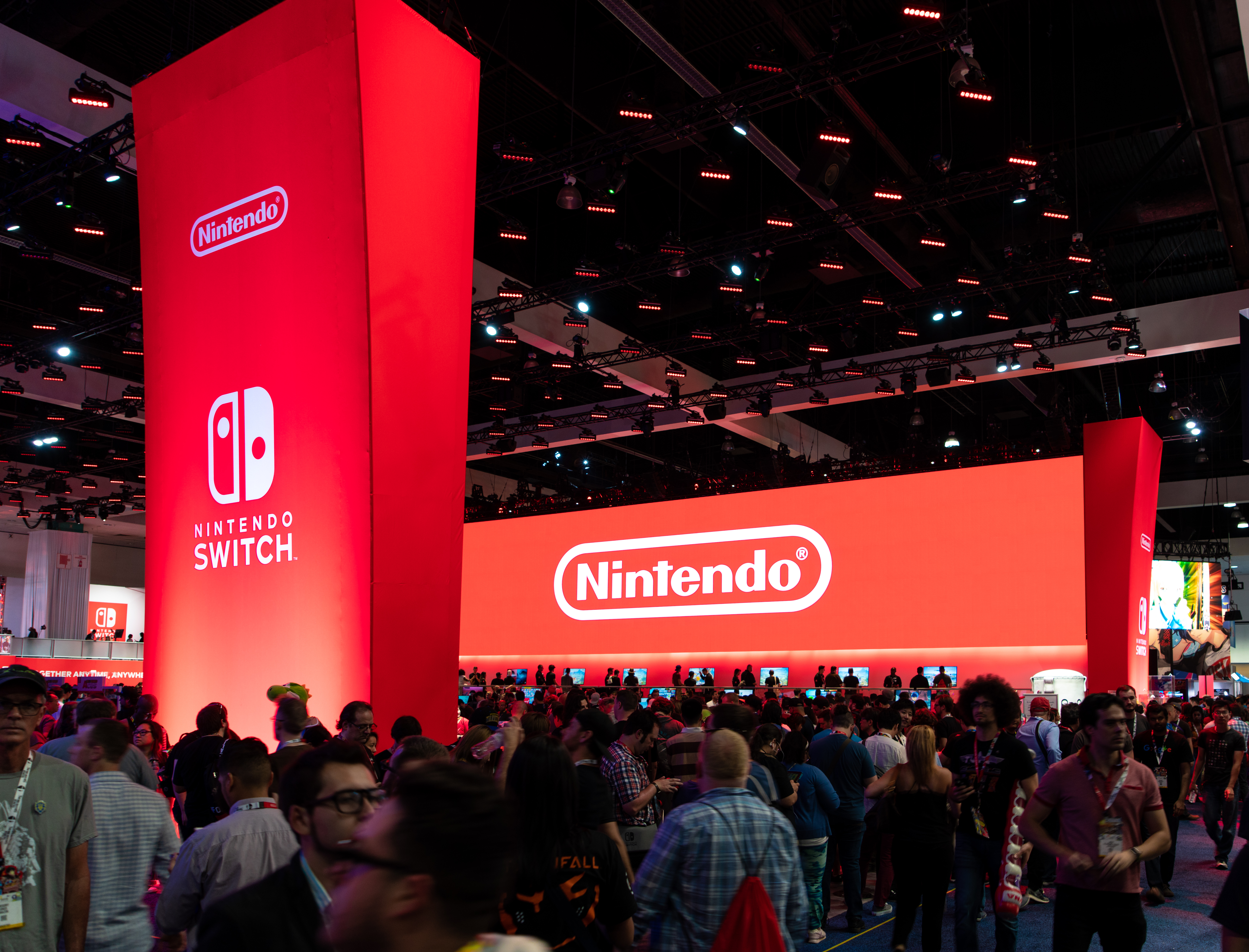
Estande da Nintendo na E3 de 2018

Personagens da Nintendo já tiveram enorme impacto na cultura popular contemporânea. Mario deixou de ser apenas um mascote corporativo e transformou-se em um "ícone cultural", além de um dos personagens mais famosos da indústria. Segundo John Taylor da Arcadia Investment Corp., o personagem "é de longe a maior propriedade única dos jogos eletrônicos". Outros personagens de destaque da companhia incluem a princesa Peach, Pikachu, Link, Donkey Kong, Kirby e Samus Aran.
Os jogos eletrônicos desenvolvidos e publicados pela Nintendo gozaram de igual impacto. Títulos como Donkey Kong, Super Mario Bros., The Legend of Zelda, Metroid, Tetris, Fire Emblem: Shadow Dragon and the Blade of Light, Star Fox e Pokémon Red & Blue deram origem a suas respectivas franquias. Super Mario Bros. especialmente foi destacado por ter "refinado o gênero [de plataforma] ao criar um vívido mundo cheio de segredos e inimigos memoráveis, ao mesmo tempo proporcionando controle de física aprimorado e preciso para o protagonista". Metroid por sua vez foi elogiado por possuir uma atmosfera "sombria e solene, com um sentimento iminente de isolamento e uma poderosa sensação alienígena de local". Críticos também já mencionaram outros títulos em listas de melhores de todos os tempos, como Super Mario World, Super Mario Kart, EarthBound, Super Mario World 2: Yoshi's Island, GoldenEye 007, Animal Crossing, Super Smash Bros. Melee, Metroid Prime, Super Mario Galaxy e The Legend of Zelda: Breath of the Wild.
Além disso, alguns de seus consoles também marcaram a indústria dos jogos eletrônicos, como foi o caso do Super Nintendo Entertainment System, cujo sucesso "cimentou a Nintendo como a líder de consoles domésticos" e incentivou outras empresas a se aventurar nesse mercado, vendo como a Nintendo estava "desfrutando o mercado de jogos pouco se preocupando com competidores". De mesma forma, o sistema de detecção de movimento do Wii permitiu a produção de títulos e periféricos que contribuíam para o condicionamento físico do jogador. Por sua vez, o Game Boy e seus periféricos "combinaram mecânicas de jogos com aventuras no mundo real [...] adicionando funcionalidades extras que permitiram que jogos portáteis saltassem os dispositivos domésticos". De acordo com um relatório publicado pela Nintendo em 1995, quase metade dos usuários do Game Boy eram mulheres, diferentemente de outros sistemas em que o público feminino ficava abaixo dos trinta por cento.
A empresa já foi indicada e venceu diversos prêmios por seus produtos. Estes incluem alguns Prêmios Emmy de Tecnologia e Engenharia para o Wii e o DS, em inovação para o Nintendo Labo em 2019 pela Game Developers Choice Awards e British Academy Games Awards, Super Mario Odyssey e Mario + Rabbids Kingdom Battle em 2017 no Game Critics Awards e no mesmo ano The Legend of Zelda: Breath of the Wild no The Game Awards. Alguns de seus desenvolvedores também já receberam prêmios, como o caso de Miyamoto que foi reconhecido em 2010 pela British Academy Games Awards por sua carreira. Semelhantemente, Iwata e Eiji Aonuma foram homenageados respectivamente em 2015 e 2016 nos Prêmios Golden Joystick, e Genyo Takeda em 2018 pela Academy of Interactive Arts & Sciences. Neste mesmo ano, o ator Charles Martinet foi credenciado pelo Guinness World Records com um recorde por ter dublado Mario em mais de cem jogos eletrônicos.